# Norio Sasaki
Norio Sasaki (jap. 佐々木 則夫, Sasaki Norio; * 24. Mai 1958 in der Präfektur Yamagata) ist ein ehemaliger japanischer Fußballspieler und war zuletzt Trainer der japanischen Frauennationalmannschaft, die er zum Gewinn der Weltmeisterschaft 2011 führte.

## Vereinskarriere
Sasaki spielte in Jahren 1989 bis 1990 bei NTT Kantō, der Mannschaft der früheren öffentlichen Telekommunikationsunternehmens Nippon Denshin Denwa (engl. NTT), in der zweiten japanischen Liga.

## Trainerkarriere
Seine erste Station als Trainer hatte er von 1997 bis 1998 beim Erstligisten Ōmiya Ardija. Sasaki wurde 2006 Trainer der U-17- und war von 2007 bis 2010 Trainer der U-20-Juniorinnennationalmannschaft der Frauen. Im Dezember 2007 übernahm er zusätzlich das Amt des Trainers der Japanischen Frauennationalmannschaft. Sein erstes Turnier war die Fußball-Ostasienmeisterschaft 2008, Sasaki war Trainer auch bei den Olympischen Spielen 2008, als seine Mannschaft im Spiel um Platz 3 gegen Deutschland verlor, und den Asienspielen 2010. Bei der Weltmeisterschaft 2011 führte er die Mannschaft bis zum Sieg in Frankfurt/Main am 17. Juli 2011. Bei den Olympischen Spielen 2012 in London erreichte er mit seiner Mannschaft erneut das Finale und traf wieder auf die USA, die aber diesmal mit 2:1 gewinnen konnten. Die Silbermedaille ist die erste olympische Medaille für die japanischen Fußballerinnen. Im WM-Finale 2015 traf man erneut auf die USA und unterlag diesmal deutlich mit 2:5.
Nachdem Japan in der Qualifikation für die Olympischen Spiele 2016 gescheitert war, trat er als Nationaltrainer zurück.

## Auszeichnungen
- 2011: FIFA-Welttrainer des Jahres im Frauenfußball